# Hope Hicks
Hope Charlotte Hicks (Greenwich, 21 ottobre 1988) è una politica e funzionaria statunitense, dall'agosto 2017 al 29 marzo 2018 direttore delle comunicazioni della Casa Bianca durante l'amministrazione Trump. Ritorna alla Casa Bianca nel febbraio 2020 per la campagna elettorale di Trump. Ci resta sino al 13 gennaio 2021.

## Biografia
Figlia di Caye Ann Cavender e Paul Burton Hicks III, che fu vicepresidente della comunicazione della NFL dal 2010 al 2015, crebbe a Greenwich, Connecticut, lavorando anche come modella per Ralph Lauren; si è laureata nel 2010 in letteratura inglese presso la Southern Methodist University.
Hicks inizio lavorando per la Zeno Group, una società di pubbliche relazioni di New York, e successivamente si trasferì alla Hiltzik Strategies che all'epoca lavorava per conto di Ivanka Trump. Nell'ottobre 2014 venne assunta a tempo pieno dalla Trump Organization e a gennaio 2015 viene promossa a portavoce della campagna presidenziale di Donald Trump, occupandosi delle quotidiane richieste di incontro con la stampa e dei controversi tweet del futuro presidente. Con l'elezione di Donald Trump a presidente, il 16 agosto 2017 viene promossa a direttore delle comunicazioni della Casa Bianca al posto di Anthony Scaramucci.
In seguito alle indagini sul caso Russiagate, il 28 febbraio 2018 testimonia in un'audizione fiume durata 9 ore alla Commissione per l'intelligence del Congresso di aver raccontato "bugie bianche" al presidente, ma si rifiuta, tuttavia, di parlare del suo operato alla Casa Bianca. L'indomani Hicks annuncia la sua intenzione di dimettersi dall'incarico. Il giorno seguente la Casa Bianca conferma le voci sulle sue possibili dimissioni.. Il 29 marzo lascia l’incarico.
Nel 2019 inizia a lavorare per Fox News Channel come responsabile delle comunicazioni e vicepresidente esecutivo. Nel febbraio 2020 viene annunciato il ritorno della Hicks alla Casa Bianca come consigliera di Donald Trump, anche se facente riferimento al genero-consigliere del presidente Jared Kushner e attiva ai progetti cui sovrintende, compresa la campagna per la rielezione del presidente. Lascia di nuovo la Casa Bianca il 13 gennaio 2021.
Il 25 ottobre 2022, Hicks ha partecipato a una "intervista trascritta" con il comitato ristretto della Camera degli Stati Uniti sull'attacco del 6 gennaio. Parte dell'intervista, che si è rivelata essere stata anche videoregistrata, è stata trasmessa in televisione durante l'udienza pubblica della commissione del 19 dicembre 2022, in cui Hicks affermava che durante una conversazione sulla sua eredità, Trump le aveva detto che "nessuno si preoccuperà della mia eredità se perdo... l'unica cosa che conta è vincere".

## Vita privata
Prima dell'elezione di Trump, Hicks divideva il suo tempo tra Greenwich, Connecticut, (dove aveva un appartamento con sua sorella) e Manhattan. Quando Trump fu eletto, si trasferì a Washington, DC.
Hicks ha frequentato Rob Porter, ex segretario dello staff della Casa Bianca per il presidente Donald Trump, dal 2017 alla fine del 2018; la loro relazione è terminata nel dicembre 2018.